# 凌其翰
凌其翰（1906年—1992年2月22日），曾用名凌寄寒，男，上海人，中华人民共和国外交官。

## 生平
凌其翰自震旦大学肄业后赴比利时留学，先后获鲁汶大学政治外交系硕士学位，布鲁塞尔大学海事立法硕士、法学博士学位。1931年回国，曾任《申报》国际评论员，并任教于东吴大学法学院。进入外交部后，担任过国际司科长、专门委员、礼宾司司长、中华民国驻法国大使馆公使等。1949年10月，他与驻法使馆部分外交官一同通电支持新成立的中华人民共和国。次年回国后任外交部专门委员，同年加入中国国民党革命委员会。1956年加入中国共产党。曾任外交部法律顾问、外交学院教授、欧美同学会名誉副会长等。他还是第二至四届全国政协委员，第五至七届全国政协常委，民革中央常委会顾问、中央监察委员会常委。1992年去世。著有著作《我的外交官生涯》。

## 荣誉

### 中华民国勋章奖章
- 四等景星勋章（1947年7月23日批准[4]）